# Liza Ohm

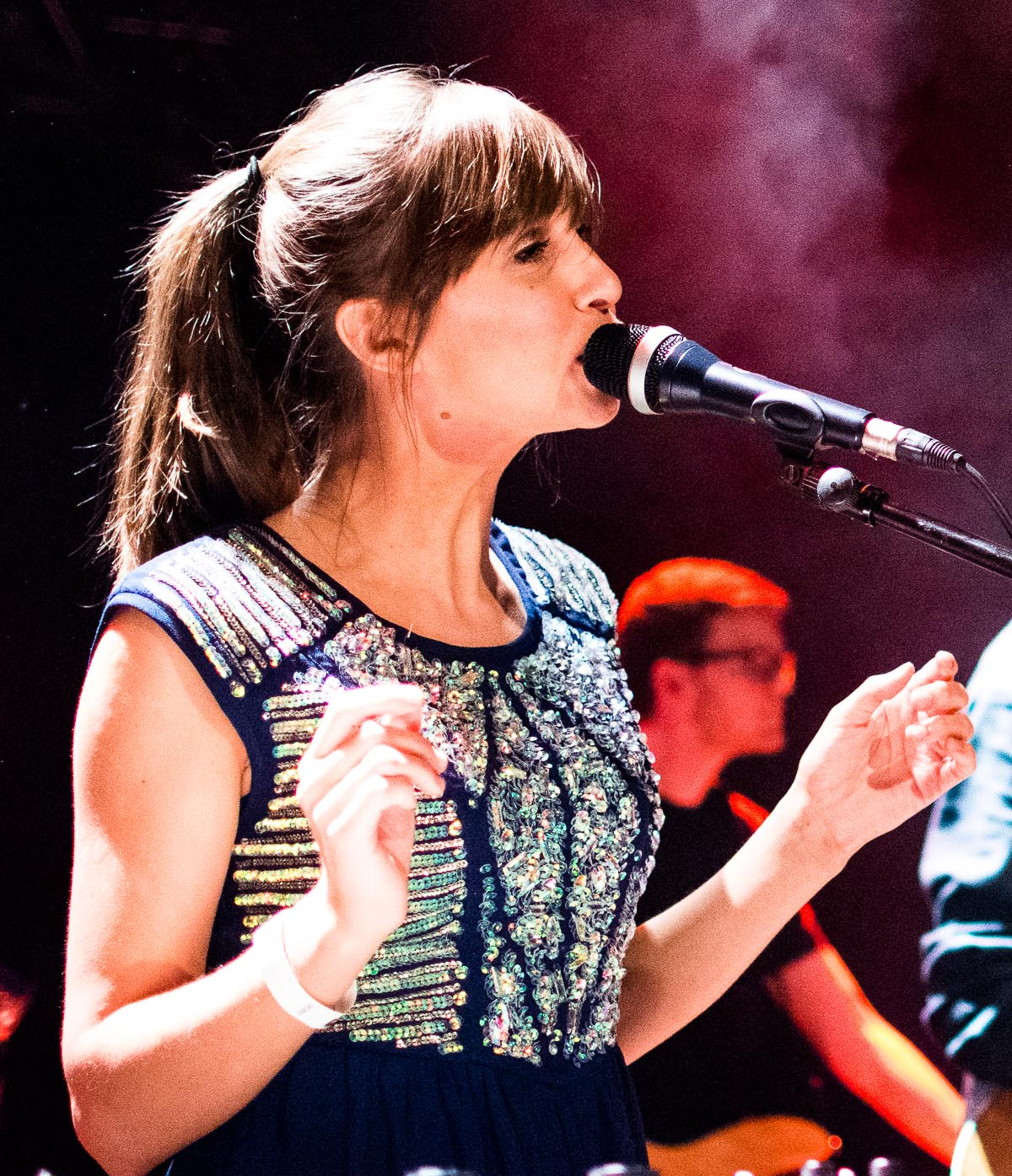
Liza Ohm (2016)

Liza Johanna Ohm (* 1989 oder 1990) ist eine deutsche Synchronsprecherin, Hörspielsprecherin, Sängerin und Songwriterin. Sie ist seit 2020 als Solokünstlerin unter dem Namen klebe aktiv.

## Leben
Liza Ohm wuchs in der Nähe von Lübeck auf und zog mit Anfang zwanzig nach Hamburg. Ohm studierte an der Hamburger School of Music, an der sie die Ausbildung zur staatlich anerkannten Berufsmusikerin im Bereich Popularmusik absolvierte und Kay Petersen kennenlernte. Mit ihm gründete sie 2012 als Sängerin der Band Liza und Kay. Sie veröffentlichten zwei Alben („Liza&Kay“ (2015) und „Mit der Aussicht Einsicht“ (2017)). Das Duo pausiert auf unbestimmte Zeit.
Im ersten coronabedingten Lockdown 2020 veröffentlichte Ohm den Song „Spazieren gehen“ – die erste Single ihres Soloprojekts klebe. Im April 2021 veröffentlichte sie die zweite Single „Es ist Frühling.“
Seit 2013 ist Liza Ohm als Sprecherin im Synchron- und Hörspielbereich tätig. So leiht sie ihre Stimme beispielsweise dem Husky Everest aus der Serie Paw Patrol, den Schauspielerinnen Jayden Bartels als Presley in der Serie Side Hustle, Madeleine Arthur als Christine in der Filmreihe To All the Boys I’ve Loved Before oder auch Casimere Jollette als Bette Whitlaw in Dein letztes Solo.
Seit 2018 spricht sie Gaby Glockner in der Hörspielserie TKKG junior.

## Synchronisation
Jade Pettyjohn
- 2015: als Jade in Nickelodeons Superstars Superweihnachten
- 2016: als Summer in School of Rock
- 2017: als Jade in Nickelodeons Not So Valentine’s Special
- 2017: als Kat in Rufus 2

Harriet Kershaw
- 2016: als Ellie Phillips in Feuerwehrmann Sam – Helden im Sturm
- seit 2016: als Ellie Phillips in Feuerwehrmann Sam
- 2017: als Ellie Philipps in Feuerwehrmann Sam – Achtung Außerirdische!
- 2019: als Ellie Philipps in Feuerwehrmann Sam – Plötzlich Filmheld!

Madeleine Arthur
- 2018: als Christine in To All the Boys I’ve Loved Before
- 2020: als Christine in To All The Boys: I Still Love You
- 2021: als Christine in To All the Boys: Always and Forever

### Filme (Auswahl)
- 2015: Adelaide Clemens als Ladybird in Vampire
- 2016: Kim Hwan-hee als Hyo-jin in The Wailing – Die Besessenen
- 2017: Paulina Singer als Pink in The Wilde Wedding
- 2019: Olivia Manning als Marween in Bayala – Das magische Elfenabenteuer
- 2019: Serena Kennedy als Tania in Erinnere dich an mich
- 2019: Alice Isaaz als Emma in Play
- 2020: Lights als Maven in Der Zauberschulbus ist wieder unterwegs – In der Zone
- 2020: Herzen F. Guardiola als Sunshine in Der verlorene Ehemann

### Serien (Auswahl)
- 2014: Malia Ashley Kerr als Peanut Big Top in Lalaloopsy
- 2015–2019: Madisyn Shipman als Kenzie Bell in Game Shakers – Jetzt geht’s App
- 2016: Kimberly-Sue Murray als Liz Rosenblum in Designated Survivor
- 2016: Jamie Bloch als Yael Baron in Degrassi: Die nächste Klasse
- 2017: Kana Hanazawa als Manaka Mukaido in Nagi no Asukara
- 2017: Maemae Renfrow als Tess Hunter in Das Geheimnis der Hunters
- 2017: Alex Hook als Frankie Gaines in Ich bin Frankie
- seit 2017: Berkley Silverman als Everest in PAW Patrol
- 2017: Fumiko Orikasa als Lotte Jansson in Little Witch Academia
- 2017: Gigi Saul Guerrero als Vida in Die Supermonster
- 2017: Kelsey Owens als Kelsey Owens in Siesta Key
- 2018: Jenna Davis als Teri in Die Baumhausdetektive
- 2018: Vania Gill als Luna Giraffe in Lama Lama
- 2018: Larissa Murray als Gizi in Robozuna
- 2018: Arnijka Larcombe-Weate als Mathilda in Club der magischen Dinge
- 2019: Marina Ruy Barbosa als Eliza in Total Dreamer
- 2020: Cynthia de Graaff als Baa Baa in Kleinreimstadt
- 2020: Beth Bradfield als Jean in Malory Towers
- 2020: Alice Lee als May in Gap Year
- 2020: Casimere Jollette als Bette Whitlaw in Dein letztes Solo
- 2020: Jayden Bartels als Presley in Side Hustle
- 2020: Kelly Marot als Marine in Power Sisters
- 2020: Polar Orti als Juli in Go Jetters
- 2022: Elodie Grace Orkin als Angela in Stranger Things

### Dokumentationen (Auswahl)
- 2018: Bindi Irwin als Bindi Irwin in Die Irwins – Crocodile Hunter Family

### Hörspiele (Auswahl)
- seit 2018: als Gaby Glockner in TKKG Junior

## Diskografie

### Alben
- Liza&Kay – Liza&Kay,[5] 2015
- Liza&Kay – Mit der Aussicht Einsicht, 2017

### Singles
- klebe – Spazieren gehen, 2020
- klebe – Es ist Frühling, 2021

## Auszeichnungen
- Preisträgerin des Hamburg Music Awards Krach + Getöse 2021[6]